# Tom Rüsz Jacobsen
Tom Rüsz Jacobsen (Tjølling, 20 febbraio 1953) è un ex calciatore norvegese, di ruolo portiere.

## Carriera

### Club
Rüsz Jacobsen vestì la maglia del Fram Larvik, per poi passare al Bryne. Dal 1980, militò nelle file del Vålerengen, con cui vinse una Norgesmesterskapet (1980) e due campionati (1981 e 1983).

### Nazionale
Conta 26 presenze per la Norvegia. Esordì il 24 settembre 1975, nella sconfitta per 4-0 contro l'Unione Sovietica. Il 7 settembre 1983, in occasione della sfida contro la Bulgaria, ricevette il Gullklokka per la 25ª presenza in Nazionale.

## Palmarès

### Club

#### Competizioni nazionali
- Coppa di Norvegia: 1

Vålerengen: 1980
- Campionato norvegese: 2

Vålerengen: 1981, 1983

### Individuale
- Gullklokka

1983